# Charles Bonnin de La Bonninière de Beaumont
Charles Bonnin de La Bonninière de Beaumont est un homme politique français né le 6 juin 1768 à Beaumont-la-Ronce (Indre-et-Loire) et décédé le 9 mars 1836 à Sonzay (Indre-et-Loire).

## Biographie
Issu d'une ancienne famille de la Touraine, la famille Bonnin de La Bonninière de Beaumont, fils d'Anne Claude Bonnin de La Bonninière, marquis de Beaumont-la-Ronce, officier au régiment du Roi, commissaire de la noblesse au bailliage de Touraine, président du canton de Neuvy et conseiller général d'Indre-et-Loire, et de Marguerite Le Pellerin de Gauville, dame de La Chartre-sur-le-Loir, frère de Marc Antoine Bonnin de La Bonninière de Beaumont, il entre chez les pages de la Reine en 1785, puis devient capitaine de dragons en 1786. Il émigre en 1791 au Portugal avec l’armée du régiment de la Reine, et devient aide du maréchal général des logis de l'armée de Monsieur en 1795, avec le grade de lieutenant-colonel. Il est colonel de l'armée du Portugal en 1798 et rentre en France en 1802. Il est colonel chef d'état-major de la place de Paris en 1816 et commandant supérieur de l’école militaire à Paris.
Il est député d'Indre-et-Loire de 1813 à 1815, puis de 1815 à 1816, siégeant au centre dans la Chambre introuvable.

## Sources
- « Charles Bonnin de La Bonninière de Beaumont », dans Adolphe Robert et Gaston Cougny, Dictionnaire des parlementaires français, Edgar Bourloton, 1889-1891 [détail de l’édition]